# Skorošice
Skorošice (in tedesco Gurschdorf) è un comune della Repubblica Ceca facente parte del distretto di Jeseník, nella regione di Olomouc.